# Iván Hurtado
Iván Jacinto Hurtado Angulo (* 16. August 1974 in Esmeraldas) ist ein ehemaliger ecuadorianischer Fußballspieler, der meist in der Innenverteidigung eingesetzt wurde.
Hurtado war mit 168 Einsätzen in der ecuadorianischen Nationalmannschaft Rekordnationalspieler seines Landes und vom 8. September 2007 bis 30. November 2022 alleiniger südamerikanischer Rekordnationalspieler. Sein Rekord wurde dann von Lionel Messi eingestellt und am 3. Dezember 2022 überboten. Er war bis Januar 2010 von allen zu der Zeit aktiven Nationalspielern der Spieler mit den meisten Länderspielen, wurde dann vom Ägypter Ahmed Hassan übertroffen.
Der Ecuadorianer gilt als ein sehr spielintelligenter, technisch bewanderter Abwehrspieler. Er war von 2000 bis 2007 Mannschaftskapitän der ecuadorianischen Nationalmannschaft und ist eine der tragenden Säulen der Landesauswahl, mit der er an den Weltmeisterschaften 2002 und 2006 sowie den Turnieren um die Copa América 1993, 1995, 1999, 2001, 2004 und 2007 teilnahm. Er trägt den Spitznamen „Bambam“.

## Laufbahn
Hurtado begann seine Karriere bei Esmeraldas Petrolero in seiner Heimatstadt, wo er mit 16 Jahren 1990 sein Debüt gab. 1991 wechselte er zu Emelec Guayaquil, einem der bedeutendsten Vereine Ecuadors. Am 24. Mai 1992 gab er sein Debüt in der Nationalmannschaft bei einem Freundschaftsspiel in Guatemala-Stadt gegen Guatemala. In diesem Spiel, das 1:1 endete, erzielte Hurtado auch das erste seiner bisher fünf Tore für die Nationalmannschaft. 
1995 wechselte er in die mexikanische Primera División zu Atlético Celaya, für die er bis zur Jahresende 1997 tätig war und mit denen er mehrfach die Finalspiele erreichte. Infolge seiner guten Leistungen bei Celaya wurde er 1998 von der Spitzenmannschaft der Tigres de Monterrey verpflichtet, wo er bis 2001 aktiv war. Anschließend begann eine Zeit, in der Hurtado jeweils als Leihgabe für CF La Piedad (Mexiko, Mitte 2001 bis Februar 2002), Barcelona SC Guayaquil (Ecuador, Februar 2002 bis Dezember 2003) und Real Murcia (Spanien, Rückrunde der Saison 2003/04) spielte.
Im Juli 2003 wurden seine Transferrechte vom CF Pachuca in Mexiko erworben, für den in der Saison 2003/04 spielte. Nachdem er in Mexiko nicht erneut gedraftet wurde und sich Verhandlungen über einen Wechsel nach Ecuador zerschlugen, unterschrieb Hurtado auf Leihbasis einen Vertrag bei Al-Arabi in Katar. Zur Saison 2006/07 wechselte er innerhalb Katars zu Al-Ahli SC. Im Januar 2007 wechselte er zu Atlético Nacional in die kolumbianische Liga. Mit seiner neuen Mannschaft wurde er gleich in der ersten Saison kolumbianischer Meister des Apertura- und des Clausura-Turniers. Zur Saison 2008 wechselte er zurück nach Ecuador zur Barcelona SC. Bereits nach einem halben Jahr, in dem Barcelona wenig erfolgreich war, verließ er den Club und wechselte zu Millonarios in die erste kolumbianische Liga. Nach einem Jahr dort kehrte er nach Ecuador zurück, wo er seit Juli 2009 für Deportivo Quito spielt.
Am 14. Oktober 2014 bestritt er beim 5:1 gegen El Salvador sein 168. und letztes Länderspiel.